# Christa von Schnitzler
Christa von Schnitzler (Keulen, 12 juli 1922 – Frankfurt am Main, 28 juni 2003) was een Duitse beeldhouwster.

## Leven en werk
Von Schnitzler studeerde, met onderbrekeningen, van 1942 tot 1951 beeldhouwkunst bij de hoogleraar Toni Stadler. Eerst tot 1947 aan de Städelschule in Frankfurt am Main en vervolgens, na Stadlers vertrek naar de Akademie der Bildenden Künste, in München, waar zij in 1952 afstudeerde. In 1953 huwde zij de eveneens bij Stadler afgestudeerde Michael Croissant. Zij had haar eerste expositie met haar (nog) figuratieve werk in 1958 bij de Kunstverein Köln in Keulen. Aanvang jaren zestig verliet zij de figuratie en sloot zich aan bij de zogenaamde Art Informel.
In 1965 kreeg zij de Burda Kunstpreis für Bildhauerei en werd lid van de Neue Gruppe München. In 1966 verhuisde zij met
Croissant, die een hoogleraarpost kreeg aan de Städelschule, weer naar Frankfurt am Main. Vanaf het einde der jaren zeventig
creëerde zij sterk geabstraheerde vormen, vooral houten steles, die soms in brons werden gegoten. In 1984 kreeg zij een gezamenlijk beeldhouwatelier met de kunstenares Gisela Nietmann (1935). Croissant keerde in 1988 terug naar München, waar hij in 2002 overleed. Von Schnitzler stierf in 2003 in Frankfurt am Main.

## Enkele werken
- Große Stehende (1978), Sandgasse in Frankfurt am Main
- Figur - brons 2,02 m (1980) en Figur - brons 1,97 m (1980)[1], expositie Im Park: Die Gegenwart der Skulpturen - Skulptur der Gegenwart (1985) in Bremen
- Mädchen - stele, beeldenroute Kunst am Campus van de universiteit van Augsburg[2]